# Oneroa (Nouvelle-Zélande)
Oneroa est un village de l'île de Waiheke dans le nord de l‘île du Nord de la Nouvelle-Zélande.

## Toponymie
Le  Ministère de la Culture et du Patrimoine de Nouvelle-Zélande donne la traduction de "long beach" pour Oneroa.

## Démographie
La zone statistique d'Oneroa West, qui inclut la banlieue et la zone ouest de celle-ci, couvre 8,42 km2  et avait une population établie de 1 432 résidents en juin 2022 avec une densité de population de 170 personne par km2.
La localité d’Oneroa West avait une population est de 1434 résidents  lors du  recensement de 2018, en augmentation de 9 personnes (0,6 %) depuis celui de recensement de 2013, et une augmentation de 147 personnes  ( soit 11,4 %)  depuis le recensement de 2006 en Nouvelle-Zélande. 
Il y a 606 logements, comprenant 699 hommes et 735 femmes, donnant un sexe-ratio de 0,95 homme pour une femme.
L’âge médian est de 48,6 ans (comparé avec les 37,4 ans au niveau national), avec 195 personnes (13,6 %) âgées de moins de 15 ans, 198 personnes (13,8 %) âgées de 15 à 29 ans, 705 personnes (49,2 %) âgées de 30 à 64 ans, et 339 personnes  (23,6 %) âgées de 65 ans ou plus.
L’ethnicité est pour 91,2 % européens/Pākehā, 10,3 % Māori, 3,1 %  personnes du Pacifique, 3,8 % d’origine asiatique (en), et 3,6 % d’autres  ethnicités. Le total peut faire plus de 100 %  dans la mesure où une personne peut s’identifier avec plus d’une ethnicité selon l’origine de ses parents.
Le pourcentage de personnes nées outre-mer est de 34,5 %, comparé avec 27,1 % au niveau national.
Bien que certaines personnes choisissent de ne pas répondre à la question sur leur affiliation religieuse,  63,2 % n’avaient aucune religion, 
24,5 % sont chrétiens, 
0,2 % ont une croyance religieuse Māori (en), 0,2 % sont musulmans, 
0,8 % sont  bouddhistes (en) et 2,7 % ont une autre religion.
Parmi ceux d’au moins 15 ans,438 personnes (35,4 %) ont un niveau de licence ou un degré plus élevé, et 150 -personnes (12,1 %) n’ont aucune qualification formelle. 
Le niveau de revenu médian est de $36.000, comparé  avec $31.800 au niveau national. 
303 personnes (24,5 %) gagnent plus de $70.000, comparé à 17.2 % au niveau national. 
Le statut d’emploi de ceux d’au moins 15 ans  était pour 588 personnes (47,5 %) employés à plein temps, 25 personnes (18,2 %) sont à mi-temps, et 36 personnes (2,9 %)  sont sans emploi .

## Caractéristique locale
Le Whittaker's Music Museum, un musée spécialisé dans la musique, a fonctionné dans la ville de Oneroa  depuis 1996,.